# غلاديس ويليمز
غلاديس ويليمز هي نبالة بلجيكية، ولدت في 4 يناير 1977 في شوتان في بلجيكا.

## وصلات خارجية
- غلاديس ويليمز على موقع الاتحاد الدولي للرماية بالسهام (الإنجليزية)